# Chaerilus robinsoni
Espèce
Chaerilus robinsoni est une espèce de scorpions de la famille des Chaerilidae.

## Distribution
Cette espèce est endémique de Malaisie péninsulaire,. Elle se rencontre sur le Bukit Besar.

## Description
Le mâle holotype mesure 44 mm.

## Étymologie
Cette espèce est nommée en l'honneur de Herbert Christopher Robinson.

## Publication originale
- Hirst, 1911 : Descriptions of new scorpions. Annals and Magazine of Natural History, sér. 8, vol. 8, p. 462-473 (texte intégral).